# Niederhünigen
Niederhünigen ist eine politische Gemeinde im Verwaltungskreis Bern-Mittelland des Kantons Bern in der Schweiz.

## Geographie
Niederhünigen liegt auf 685 m ü. M., 1,5 km östlich von Konolfingen und 16 km ostsüdöstlich der Kantonshauptstadt Bern (Luftlinie). Das Bauerndorf erstreckt sich auf dem Schwemmkegel des Hünigenbachs am östlichen Rand der breiten Talsenke der Chise, am Nordwestfuss des Kurzenberges.
Die Fläche des 5,42 km² grossen Gemeindegebiets umfasst einen Abschnitt des voralpinen Hügellandes östlich des Aaretals. Die nördliche Grenze verläuft entlang der Chise, die hier in einer mehr als 1 km breiten Talmulde fliesst und kanalisiert respektive begradigt ist. Von der Chise erstreckt sich der Gemeindeboden nach Südosten über das Konolfingermoos und den flachen Schwemmkegel des Hünigenbachs. Der südöstliche Gemeindeteil umfasst das Einzugsgebiet des Hünigenbachs, der im ausgedehnten Hohwald auf dem Kurzenberg entspringt und im Lauf der Zeit ein Erosionstal im Hang dieses Höhenrückens gebildet hat. Die Gemeindegrenze liegt auf dem Kamm des Kurzenbergs mit den Höhen von Barschwandhubel (1116 m ü. M.), Chnubel (mit 1162 m ü. M. der höchste Punkt von Niederhünigen) und Tanzplatz (1089 m ü. M.). Von der Gemeindefläche entfielen 1997 5 % auf Siedlungen, 43 % auf Wald und Gehölze und 52 % auf Landwirtschaft.
Zu Niederhünigen gehören die Weiler Geissrütti (701 m ü. M.) am Hünigenbach und Holz (884 m ü. M.) auf einer Verebnungsfläche im oberen Teil des Hünigenbachtals sowie einige Hofgruppen und Einzelhöfe. Nachbargemeinden von Niederhünigen sind, beginnend im Westen im Uhrzeigersinn, Konolfingen, Mirchel, Oberhünigen, Linden und Freimettigen.

## Geschichte
Die erste urkundliche Erwähnung des Ortes erfolgte 1148 unter dem Namen Huningen inferiori; von 1367 ist die Bezeichnung Niderhunigen überliefert. Der Ortsname geht auf den althochdeutschen Personennamen Huno zurück und bedeutet demnach bei den Leuten des Huno.
Im Mittelalter war Niederhünigen Teil der Herrschaft Hünigen, welche unter der Oberhoheit der Grafen von Kyburg stand. Die Burg der Herren von Hünigen befand sich am Rand des Chisetals, brannte 1588 ab und wurde später nicht mehr aufgebaut. Im Jahr 1406 gelangte das Dorf unter Berner Herrschaft und wurde dem Landgericht Konolfingen zugeordnet. Nach dem Zusammenbruch des Ancien Régime (1798) gehörte Niederhünigen während der Helvetik zum Distrikt Höchstetten und ab 1803 zum Oberamt Konolfingen, das mit der neuen Kantonsverfassung von 1831 den Status eines Amtsbezirks erhielt.

## Bevölkerung
Mit 709 Einwohnern (Stand 31. Dezember 2023) gehört Niederhünigen zu den kleineren Gemeinden des Kantons Bern. Von den Bewohnern sind 95,9 % deutschsprachig, 2,1 % albanischsprachig, und 0,5 % sprechen Französisch (Stand 2000). Die Bevölkerungszahl von Niederhünigen belief sich 1850 auf 635 Einwohner, 1900 auf nur noch 484 Einwohner. Im Verlauf des 20. Jahrhunderts pendelte die Bevölkerungszahl stets im Bereich zwischen 440 und 570 Personen. Seit 1980 (444 Einwohner) wurde wieder eine deutliche Bevölkerungszunahme verzeichnet.

## Politik
Bei den Nationalratswahlen 2023 betrugen die Wähleranteile in Niederhünigen (in Klammern die Veränderung im Vergleich zu den Wahlen 2019 in Prozentpunkten): SVP 42,29 % (+7,02), SP 14,22 % (+2,76), EDU 8,16 % (+4,31), glp 7,84 % (−0,98), Grüne 7,40 % (−1,60), Mitte 6,99 % (−4,14), EVP 6,79 % (−2,50), FDP 4,19 % (−1,82), Weitere 2,12 % (−3,05).

## Wirtschaft
Niederhünigen war bis in die zweite Hälfte des 20. Jahrhunderts ein vorwiegend durch die Landwirtschaft geprägtes Dorf. Noch heute haben der Ackerbau, der Obstbau sowie die Milchwirtschaft und die Viehzucht einen wichtigen Stellenwert in der Erwerbsstruktur der Bevölkerung. Weitere Arbeitsplätze sind im lokalen Kleingewerbe und im Dienstleistungssektor vorhanden, unter anderem in einer Schreinerei und in einem Betrieb der Elektrobranche. In den letzten Jahrzehnten hat sich das Dorf zu einer Wohngemeinde entwickelt. Viele Erwerbstätige sind deshalb Wegpendler, die hauptsächlich in den grösseren Ortschaften der Umgebung und in der Agglomeration Bern arbeiten.

## Verkehr
Die Gemeinde liegt abseits der grösseren Durchgangsachsen, ist aber von Konolfingen leicht erreichbar. Niederhünigen besitzt keine Anbindung an das Netz des öffentlichen Verkehrs. Der Bahnhof Konolfingen (Knotenpunkt der Linien Bern–Luzern und Burgdorf–Thun) liegt rund 1,5 km vom Ortskern entfernt.

## Sehenswürdigkeiten
Im Ortskern sind zahlreiche charakteristische Bauernhäuser des bernischen Landstils aus dem 18. und 19. Jahrhundert erhalten. Niederhünigen besitzt keine eigene Kirche, es gehört zur Pfarrei Konolfingen.